# Culicoides pallidizonatus
Culicoides pallidizonatus är en tvåvingeart som beskrevs av Tokunaga 1963. Culicoides pallidizonatus ingår i släktet Culicoides och familjen svidknott. Inga underarter finns listade i Catalogue of Life.